# Rune Ohm
Rune Ohm (født 10. juni 1980 i Greve) er en dansk tidligere håndboldspiller.
Rune Ohm, der er højreback, fik sin håndboldopdragelse i Greve, hvorefter han drog til den københavnske klub, Ajax. Derefter tog han til AaB Håndbold, hvor han fik sit gennembrud, og senere en række A-landskampe for Danmark.
Efter succesen i AaB Håndbold tog han til den spanske klub Altea, hvor han ikke fik større succes. Efter klubbens økonomiske problemer blev han fritstillet, og tog til en anden spansk klub, BM Antequera.
Ohm vendte i 2008 tilbage til dansk håndbold, hvor han har skrevet under på en tre-årig kontrakt med Skjern Håndbold. Efter 3 år tog han til SønderjyskE Håndbold. Derefter gik turen til Århus Håndbold op til sæsonen 2013/14. I 2016 skiftede han til TMS Ringsted, fordi han gerne ville vende tilbage til Sjælland, hvor han kommer fra. Han indstillede karrieren i 2018 efter 2 år i Ringsted.
Rune Ohm debuterede for det danske landshold d. 15 marts 2002 mod Polen. Han spillede i alt 54 A-landskampe for Danmark.